# Cannibal (album Keshy)
Cannibal – pierwszy minialbum amerykańskiej piosenkarki Keshy. Płytę wydała 19 listopada 2010 wytwórnia RCA Records. Producentem krążka jest Dr. Luke, Benny Blanco, DJ Ammo, Max Martin i Bangladesh. Płytę promowały dwa single "We R Who We R" i "Blow".

## Lista utworów
1. "Cannibal" – 3:14
2. "We R Who We R" – 3:24
3. "Sleazy" – 3:25
4. "Blow" – 3:40
5. "The Harold Song" – 3:58
6. "Crazy Beautiful Life" – 2:50
7. "Grow a Pear" – 3:28
8. "C U Next Tuesday" – 3:45
9. "Animal" (Billboard Remix)" – 4:15

## Notowania
Cannibal zadebiutował na pozycji 15 Billboard 200 rozchodząc się w nakładzie 74,000 kopii. W następnym tygodniu minialbum spadł na pozycję 42 z 26,200 sprzedanymi kopii. W czerwcu 2011 roku został pokryty złotem za sprzedaż powyżej 500,000 kopii. W Kanadzie osiągnął podobny sukces debiutując na miejscu 14.
W Polsce (wraz z albumem Animal) uzyskał status złotej płyty.
| Lista (2010)                             | Najwyższa pozycja |
| ---------------------------------------- | ----------------- |
| Austria (Austrian Albums Chart)          | 67                |
| Kanada (Canadian Albums Chart)           | 14                |
| Nowa Zelandia (New Zealand Albums Chart) | 34                |
| Stany Zjednoczone Billboard 200          | 15                |